# Liste der türkischen Botschafter in Australien
Der Botschafter leitet die türkische Botschaft Canberra.
| Ernennung Akkreditierung | Botschafter         | Bemerkung | Ministerpräsident der Türkei | Premierminister Australiens | Posten verlassen |
| ------------------------ | ------------------- | --- | ---------------------------- | --------------------------- | ---------------- |
| 15. März 1967            | Baha Vefa Karatay   | | Suad Hayri Ürgüplü           | John McEwen                 | 7. Nov. 1968     |
| 17. Dez. 1968            | Mehmet Baydur       | (* 1918 in Gerze, Sinop; † 25. Februar 1993) studierte Politikwissenschaft, 6. Januar 1961 – 25. Oktober 1961: Handelsminister, 1961–1964: Botschafter in Bonn, 1965–1968: Botschafter in Ottawa, 1976–1979: Botschafter in Stockholm, 1979–1983: Botschafter in Madrid, | Suad Hayri Ürgüplü           | John Gorton                 | 6. Nov. 1972     |
| 30. Dez. 1972            | Hikmet Bensan       | 1970–1972: Botschafter in Addis Abeba. | Ferit Melen                  | Gough Whitlam               | 29. Juli 1978    |
| 1. Aug. 1978             | Hasan Üner          | | Mustafa Bülent Ecevit        | Malcolm Fraser              | 29. Juli 1981    |
| 20. Aug. 1981            | Faruk Şahinbaş      | | Bülent Ulusu                 | Malcolm Fraser              | 3. März 1991     |
| 31. März 1988            | Ergün Pelit         | | Turgut Özal                  | Bob Hawke                   | 5. Dez. 1991     |
| 16. Dez. 1991            | Orhan Aka           | | Ahmet Mesut Yılmaz           | Paul Keating                | 30. Mai 1995     |
| 13. Juni 1995            | Bilal Şimşir        | (* 1933) 1957: Studium der Politikwissenschaft an der Universität Ankara, trat 1960 in den auswärtigen Dienst, war Gesandtschaftssekretär erster Klasse in Paris, Damaskus, London, Den Haag, 1988–1990: Botschafter in Peking, 1985–1987: Botschafter in Tirana.        | Tansu Çiller                 | Paul Keating                | 18. März 1998    |
| 23. Apr. 1998            | Umut Arık           | | Mesut Yılmaz                 | John Howard                 | 25. Sep. 2001    |
| 1. Okt. 2001             | M. Tansu Okandan    | 10. Apr. 1992 – 28. Feb. 1998: Botschafter in Minisk | Bülent Ecevit                | John Howard                 | 5. Jan. 2006     |
| 16. Jan. 2006            | Nazif Murat Ersavcı | (* 16. Juni 1946) 1969: Studium der Politikwissenschaft an der Universität Ankara, 1979: NATO Defense College Rom, 1993–1995: Öffentlichkeitsarbeit, 1995–1998: Botschafter in Dublin, 1998–2001: Botschafter in Maskat Oman, 2009–2011: Botschafter in Brüssel.         | Recep Tayyip Erdoğan         | John Howard                 | 12. Okt. 2009    |
| 22. Okt. 2009            | Oğuz Özge           | (* 15. März 1949 in Balıkesir) studierte Politikwissenschaft an der Universität Ankara, trat 1974 in den auswärtigen Dienst, 1999–2004: Botschafter in Chișinău Moldawien, 2007–2009: Botschafter in Vilnius, Litauen, 2012: Versetzung in den Ruhestand.                | Recep Tayyip Erdoğan         | Kevin Rudd                  | 1. Juli 2012     |
| 1. Juli 2012             | Reha Keskintepe     | (* 1953 in den USA) 2005–2009: Botschafter in Helsinki | Recep Tayyip Erdoğan         | Julia Gillard               | 27. Juni 2013    |